# Sant Pere de Fillols
Sant Pere de Fillols és una església romànica de la comuna de Fillols, a la comarca del Conflent, de la Catalunya del Nord.
Està situada al nord del poble de Fillols, en una petita elevació ran mateix, a l'oest, d'un revolt de la Ruta de Taurinyà.

## Història

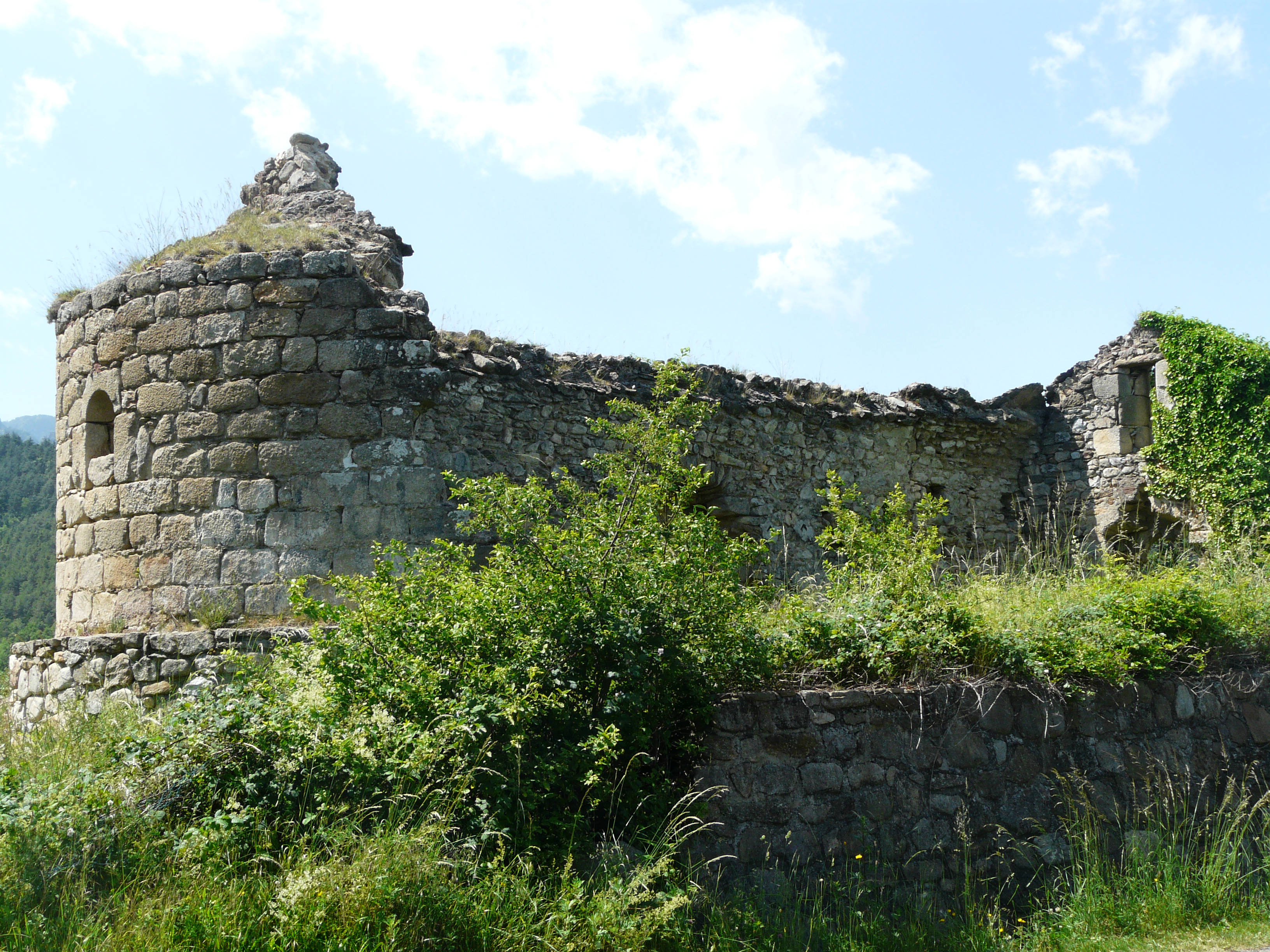
L'església, des del nord-est

L'església, ara en ruïnes (se'n conserva la façana meridional, quasi tot l'absis, quasi tot el frontis occidental i només vestigis de l'habitable contigu), fou seu d'una pabordia del monestir de Cuixà, des d'on un monjo, amb la categoria de paborde, pertanyent a la comunitat de Cuixà, administrava les seves possessions a Fillols; aquesta pabordia està documentada el 1267.

## Característiques

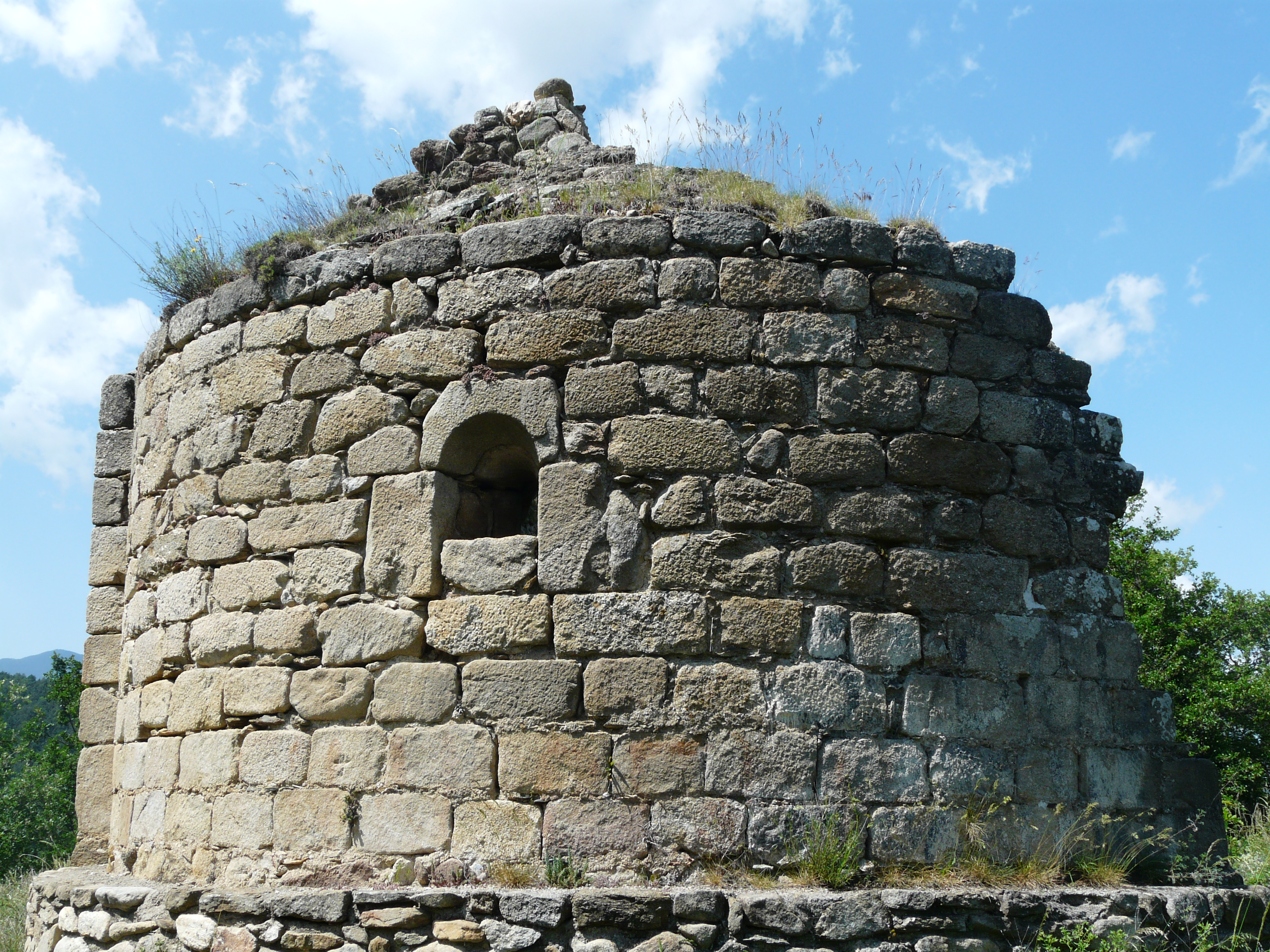
L'absis de l'església

És una església d'una sola nau capçada a llevant per un absis semicircular. Per la part exterior, fa 17,85 metres de llargària per 6,40 d'amplària màxima.

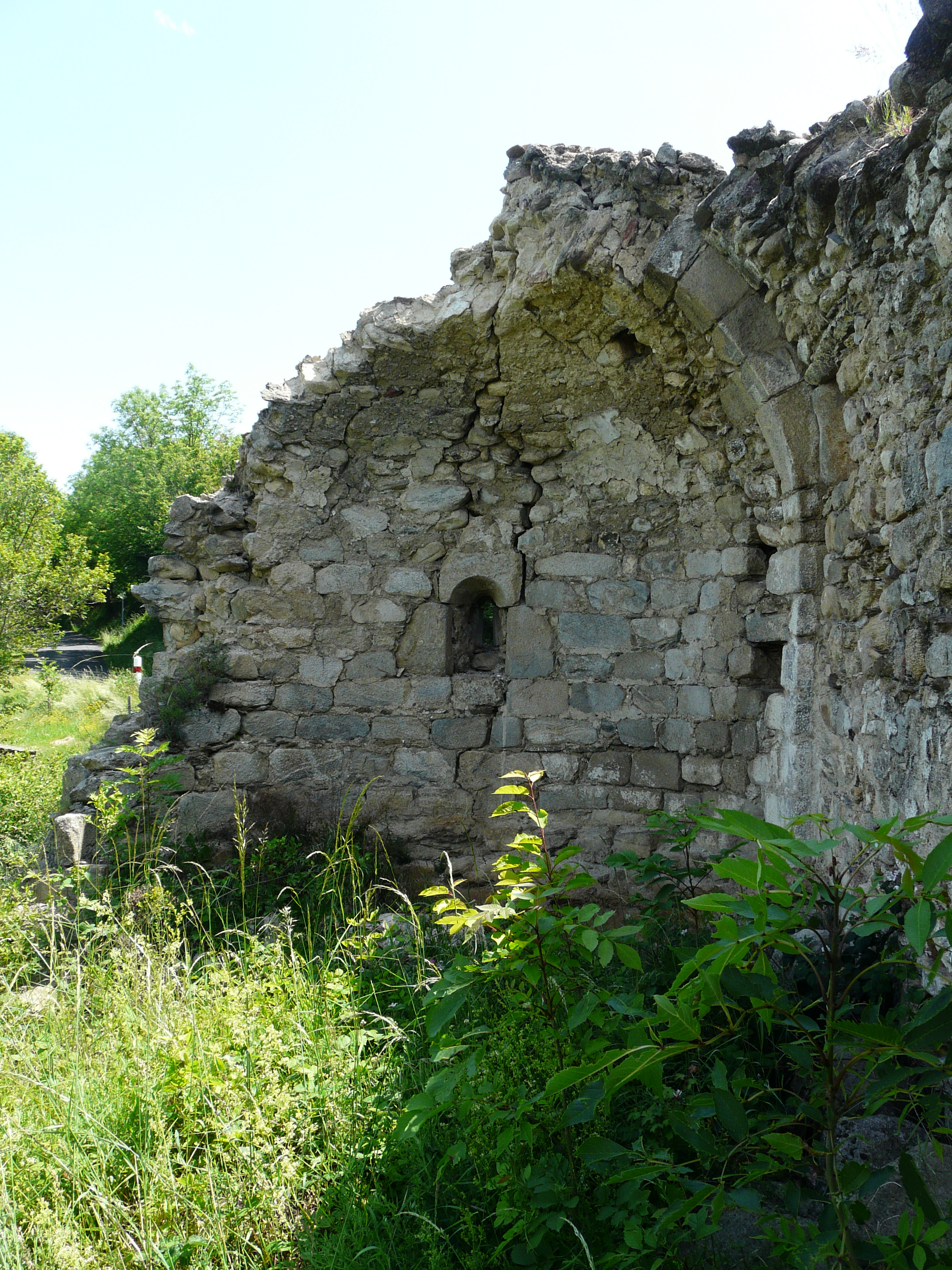
Interior de l'absis

Conserva l'absis i bona part dels murs meridional i occidental de la nau; la coberta i el mur septentrional són caiguts. La nau, de la qual es conserva l'arrencada de la volta al costat de l'absis, era coberta amb volta de canó seguit, feta de petits blocs de pedra units amb morter i distribuïts en rengleres longitudinals regulars, com tot l'absis.

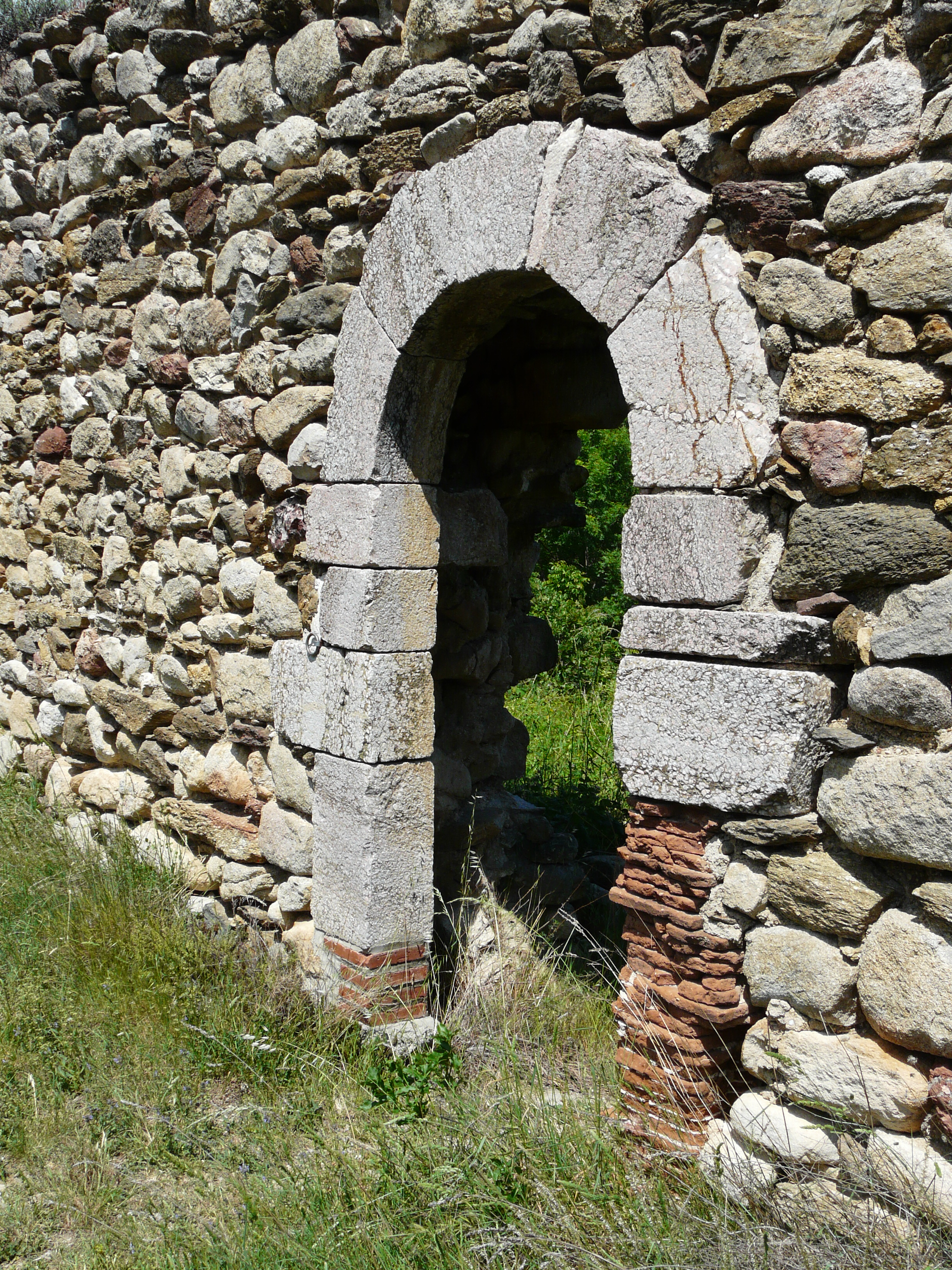
Porta meridional

L'aparell de la nau, en canvi, és més rústec, fet de pedra trencada sense desbastar, irregular, de manera que no permet una distribució regular.
L'absis i l'arc presbiteral conserven restes de pintures murals, en un estat proper a la total desaparició.

## Referències

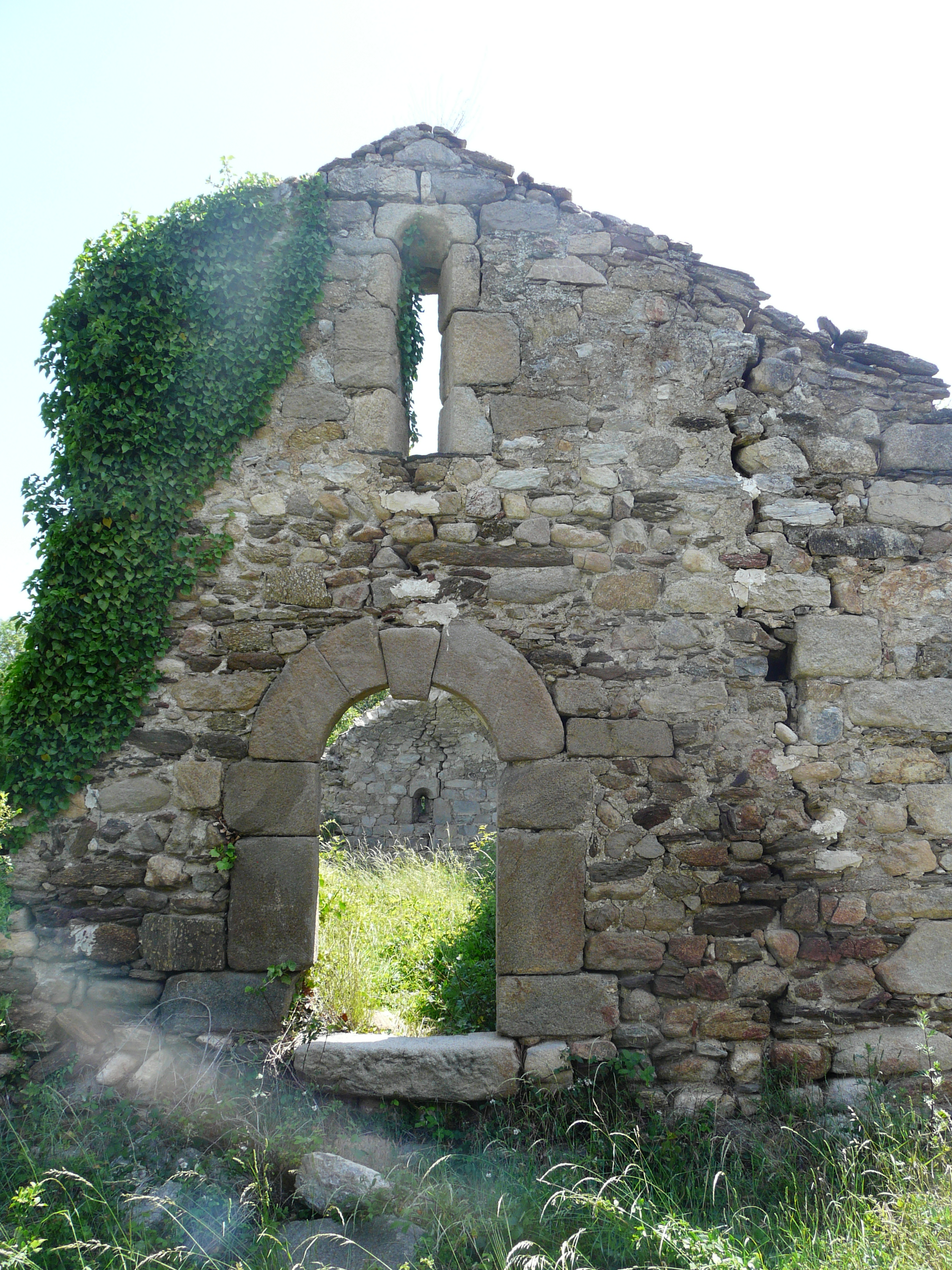
Porta occidental